# Jacobine van den Hoek
Jacobine van den Hoek (Amsterdam, 1973) is een Nederlands literair auteur en wekelijks columnist bij het Amstelveens Nieuwsblad. Ze is organisator van culturele evenementen.

## Biografie
Jacobine van den Hoek is geboren in Amsterdam en groeide op in de regio Amsterdam, onder meer in Huizen, Abcoude en Amstelveen en woont sinds 2005 met haar echtgenoot en drie zoons in Amstelveen.
Na haar opleiding aan de Hogeschool voor Economische Studies (Amsterdam) werkte zij in de consultancy bij Ernst & Young en later als headhunter.
In 2015 begon zij naast haar werk wekelijkse columns te schrijven voor het Amstelveens Nieuwsblad. Sinds 2018 wijdt ze zich volledig aan het schrijven van historische romans. In 2019, 2020 en 2021 organiseerde ze het Amstelveens Boekenfeest, Sprankel. Op vrijwillige basis verzorgt zij de programmering van het Amstelveense Openluchttheater Elsrijk.

## Literair werk

### Romans

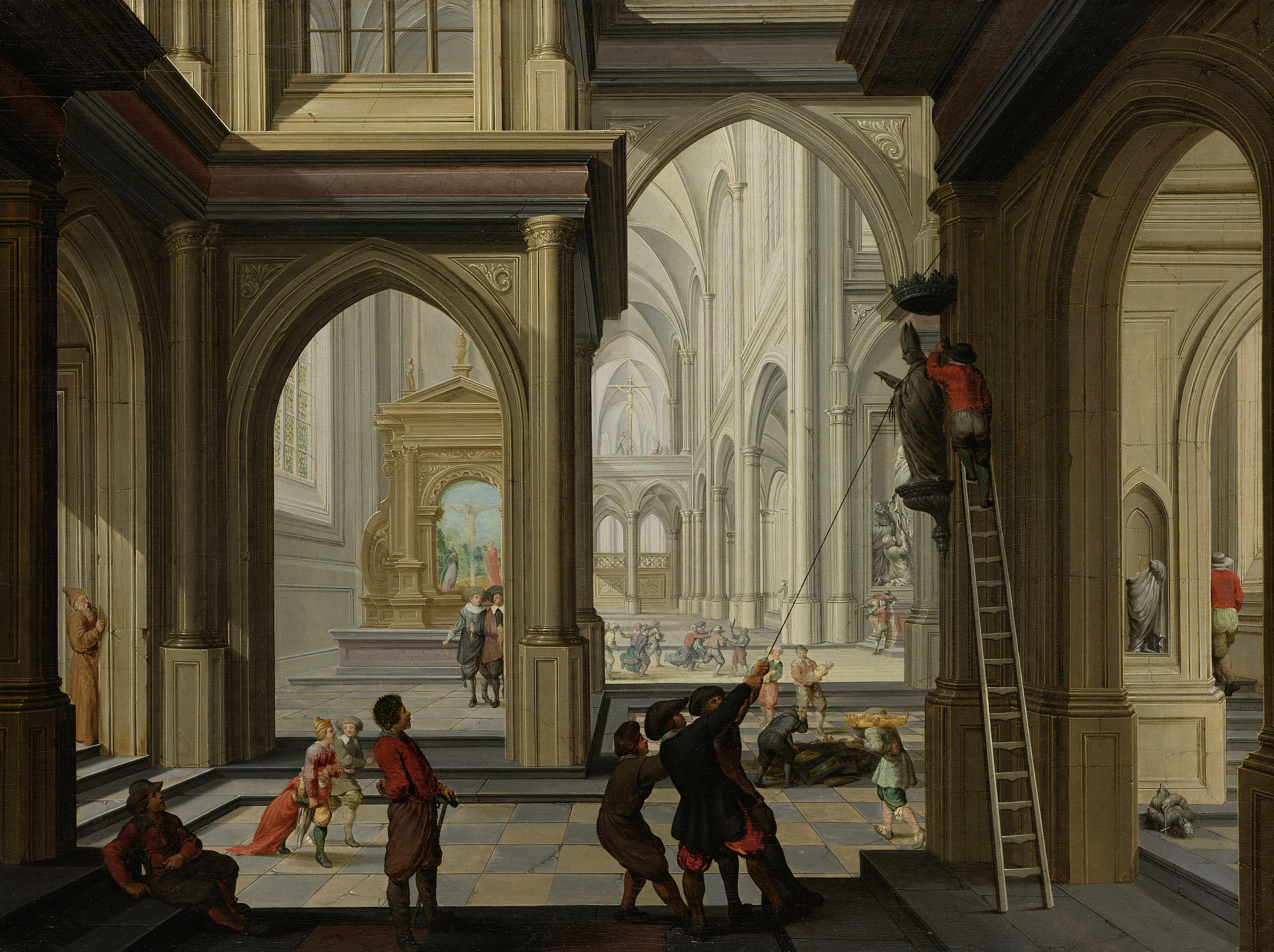
De beeldenstorm is een thema in Zondebok

In 2019 debuteerde ze in het fonds Mozaïek van VBK Uitgeversgroep met haar historische roman Zondebok, over de fictieve Amsterdamse appelverkoopster Fye Lieveheer (1565). Een belangrijk thema is de Europese heksenvervolging van die tijd. Dit boek werd gepresenteerd bij Barts Boekenclub. Naar aanleiding van dit boek begeleidde Van den Hoek historische stadswandelingen door Amsterdam. Tijdens deze wandelingen volgde ze het spoor van haar research terug naar de historische plekken die haar inspiratie boden bij het schrijven van Zondebok.

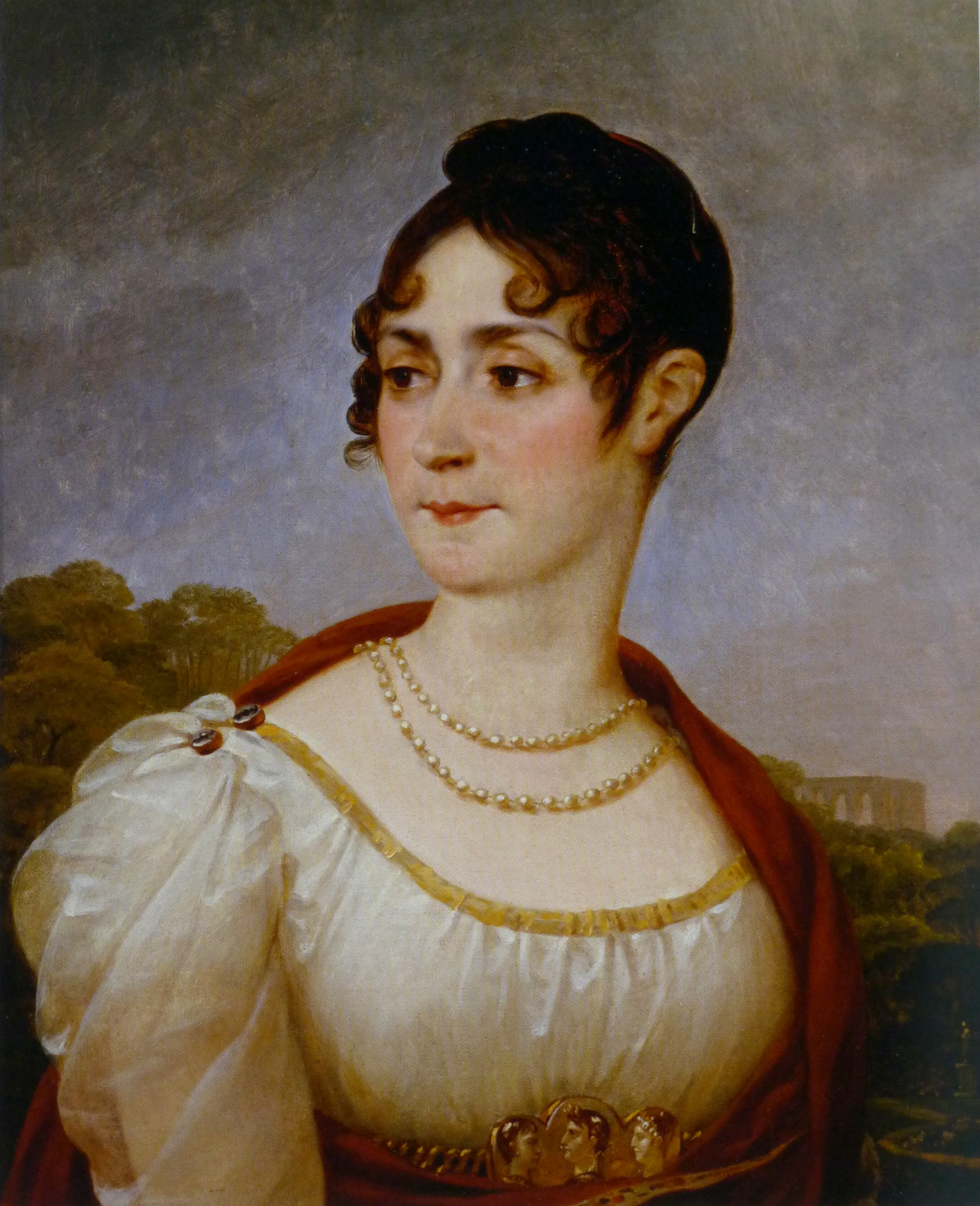
Joséphine de Beauharnais

In 2022 bracht uitgeverij HarperCollins haar tweede boek uit, De roos van Napoleon, een geromantiseerd verhaal over Joséphine de Beauharnais, de eerste vrouw van Napoleon. Het boek werd gepresenteerd bij Scheltema in Amsterdam. Het boek is opgenomen in het Canon van Nederland.

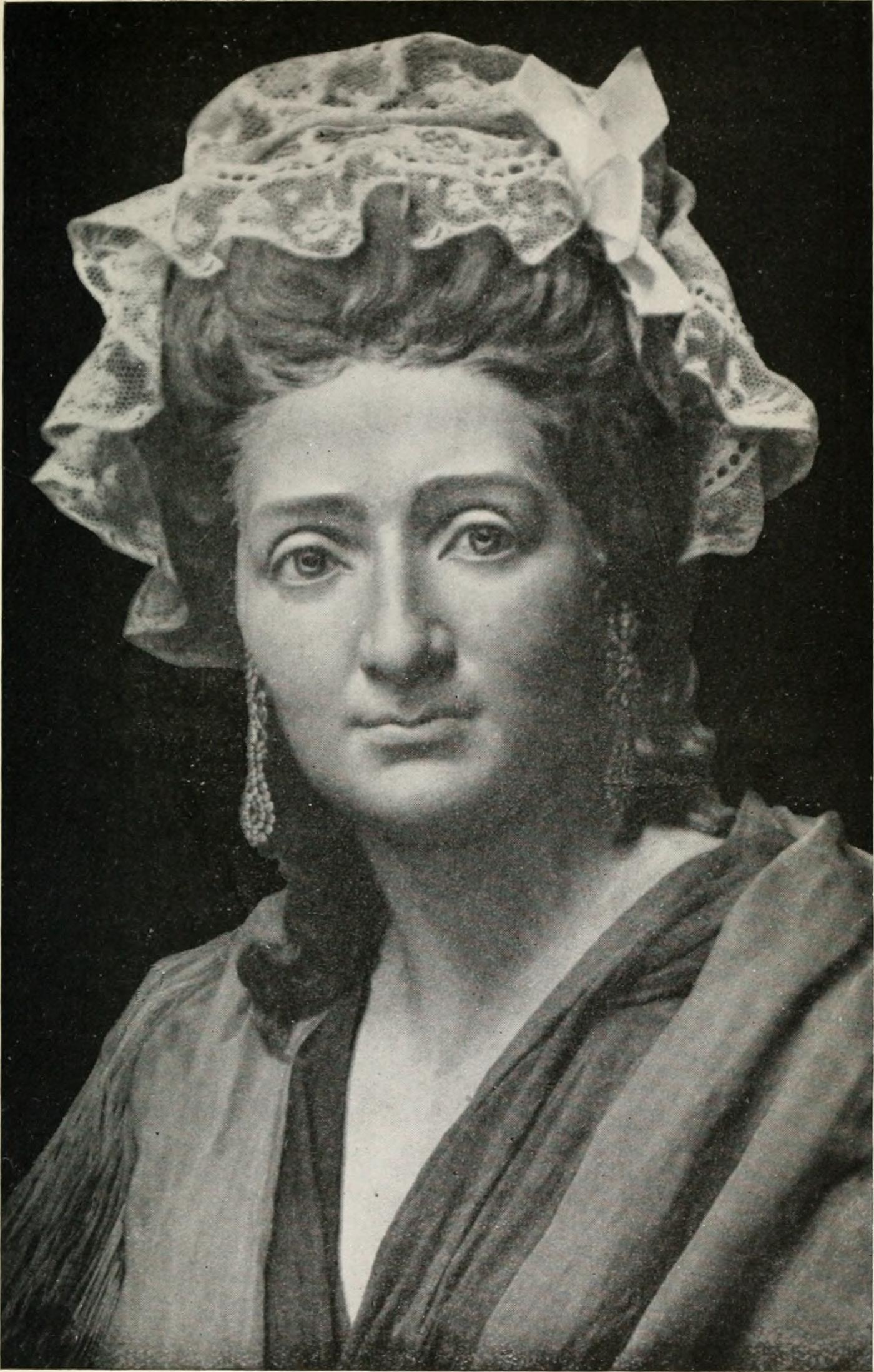
Marie Tussaud

Madame volgde in 2024, een historische roman over Marie Tussaud (1761–1850), een andere sterke vrouw uit de periode van de Franse Revolutie. Door Van den Hoeks literaire interpretatie van haar levensloop is een gezicht gegeven aan de tot dan toe vrij onbekende wassenbeeldenmaakster en oprichtster van het Londense wassenbeeldenmuseum Madame Tussauds.

### Verhalenbundel
In 2019 kwam bij Mozaïek het verhaal Kerstavond uit in de verhalenbundel Dansen in de Sneeuw.

## Appendix